# Лужки (Ковернинський район)
Лужки (рос. Лужки) — присілок в Ковернинському районі Нижньогородської області Російської Федерації.
Населення становить 21 особу. Входить до складу муніципального утворення Большемостовська сільрада.

## Історія
Від 2009 року входить до складу муніципального утворення Большемостовська сільрада.

## Населення
| 2002 | 2010 |
| ---- | ---- |
| 32   | ↘21  |